# Dolichomitus cephalotes
Dolichomitus cephalotes là một loài tò vò trong họ Ichneumonidae.